# Куклія
Куклія (грец. Κούκλια, тур. Kukla) — село в районі Пафос, близько 16 км від міста Пафос на середземноморському острові Кіпр. Село збудовано в районі «Палепафос» (грец. Παλαίπαφος) (Старий Пафос), міфічне місце народження Афродіти, грецької богині кохання і краси, яке стало центром її поклоніння в стародавньому світі. Через своє стародавнє релігійне значення та архітектуру Куклія була внесена до списку Всесвітньої спадщини ЮНЕСКО разом із Пафосом та Гробницями царів у 1980 році.
З 2006 року на цьому місці тривають археологічні розкопки, а залишки стародавнього міста та святилища можна побачити сьогодні.

## Історія

Стародавні королівства Кіпру

Приблизно з 1200 року до нашої ери Палепафос був великим релігійним центром, відомим на всьому Кіпрі, а також у всьому Середземномор'ї. Пафос також був королівством, а місто було столицею регіону.
Коли останній король Палепафосу, Нікокл, переніс свою столицю в кінці 4 століття до нашої ери в нещодавно заснований Неа Пафос близько 16 км на захід, старе місто зберегло частину свого значення завдяки продовженню культу в храмі Афродіти. У римський період він став центром новоствореної «Койнон Кіпріон» («Конфедерація кіпріотів»), яка займалася релігійними справами, культом римського імператора та контролювала емісію бронзової монети на острові.

### Святилище Афродіти

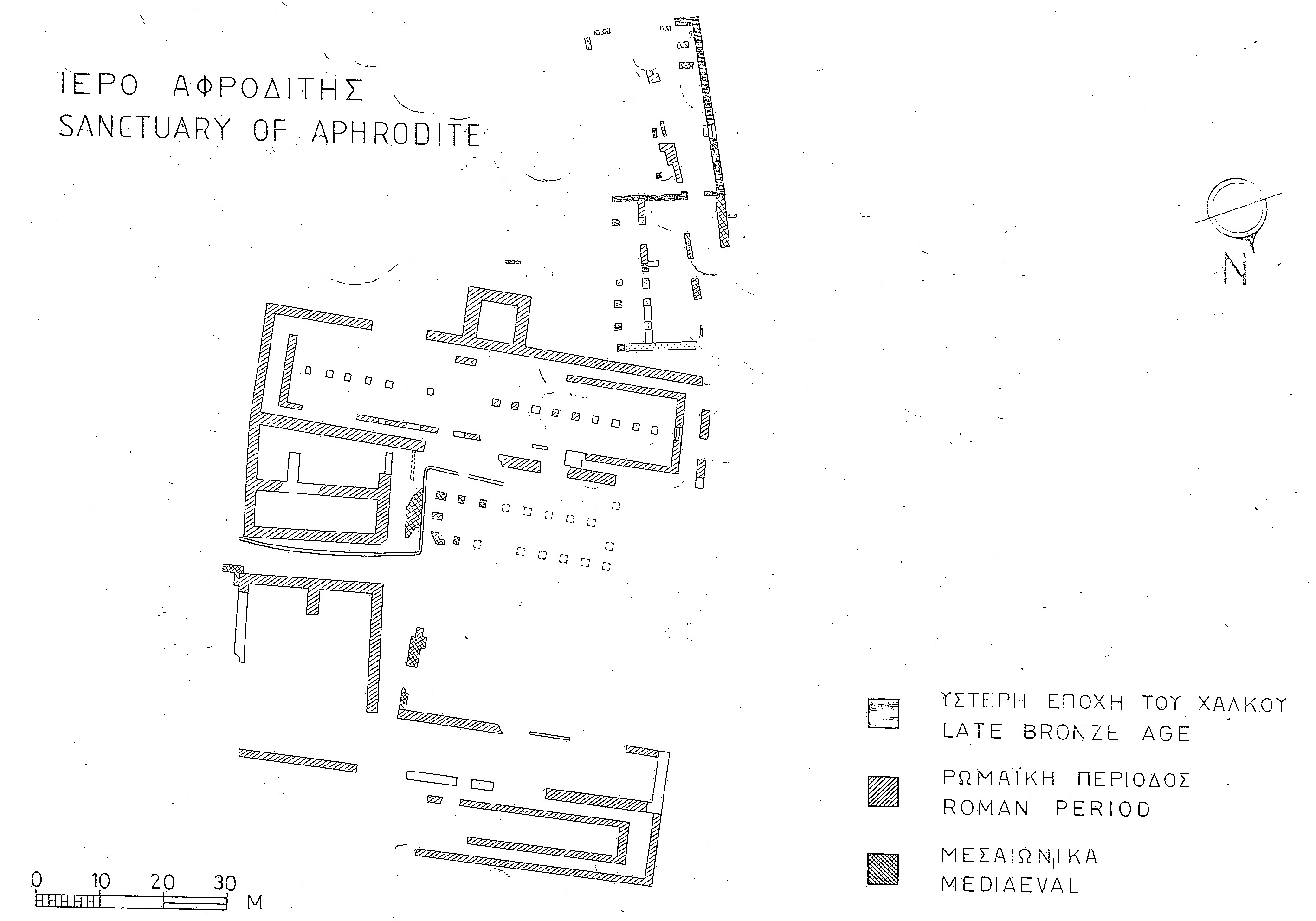
Святилище Афродіти, Палепафос

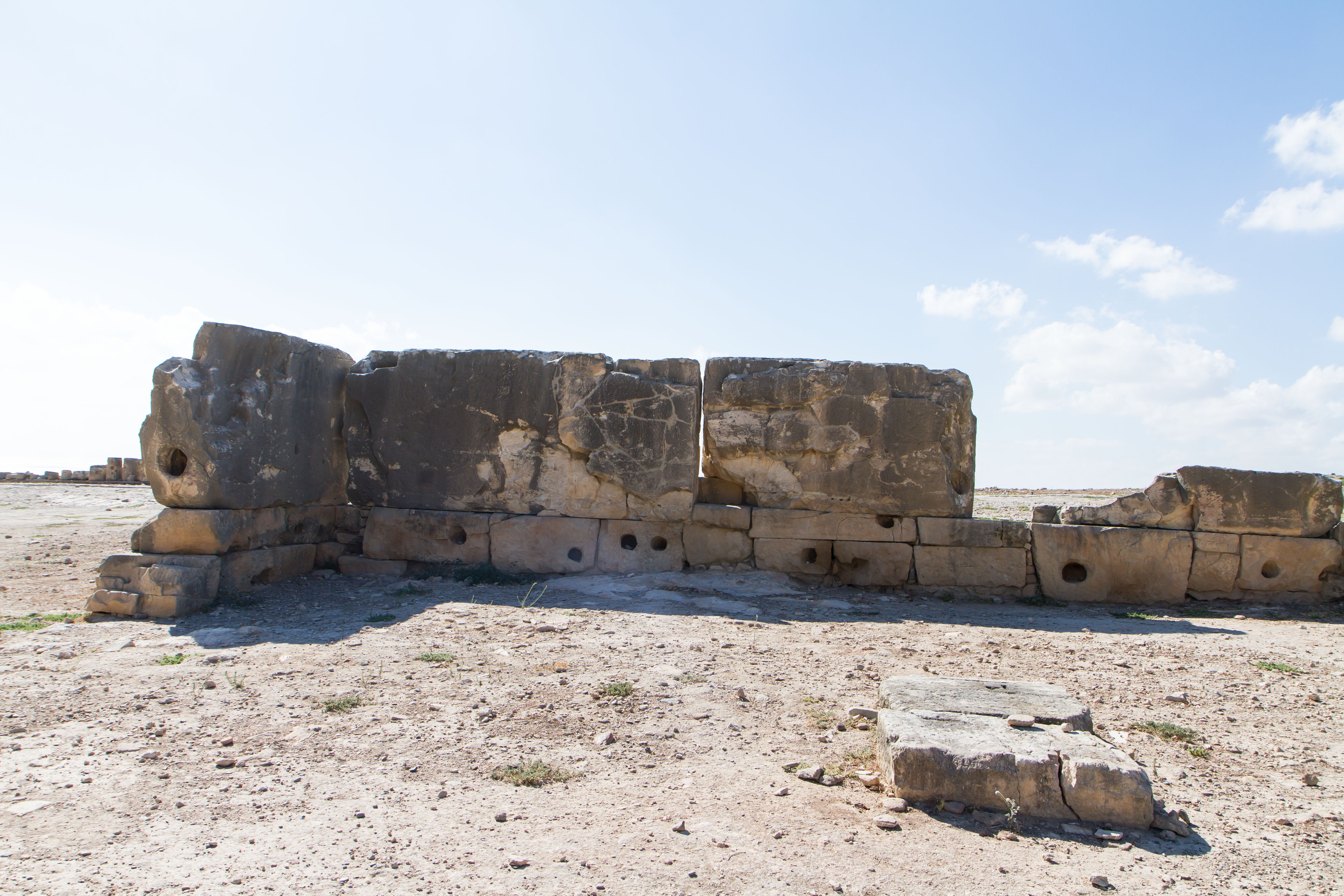
Залишки давньогрецького святилища

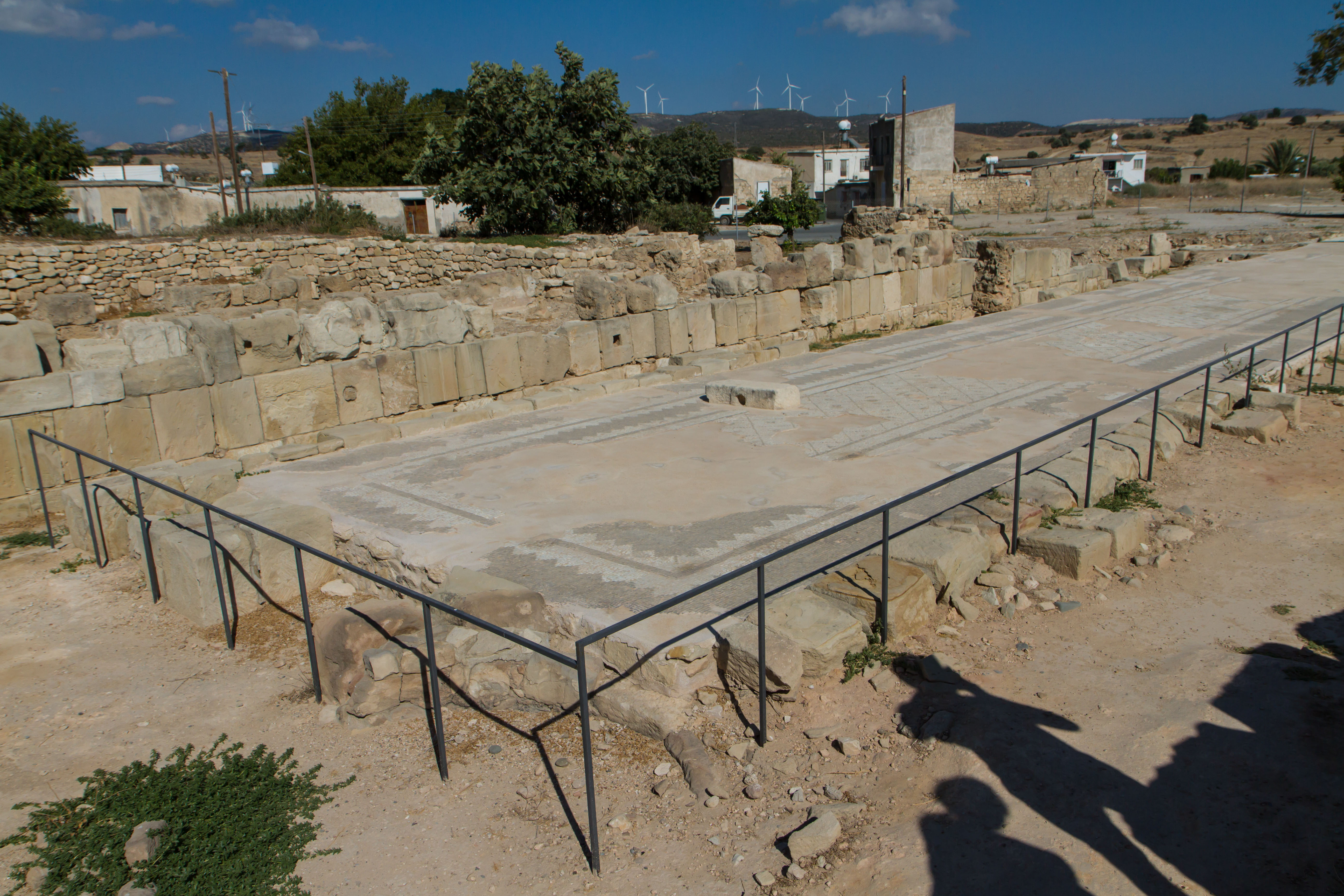
Крило римського святилища Афродіти

Кіпріоти поклонялися богині родючості ще в епоху халколіту (3900–2500 рр. е.). Вони зображували її як жінку з очевидними ознаками материнства і ліпили її статуетки з каменю чи глини, з яких більші ставали предметами обожнювання, а їх менші носили на тілі. Деякі клали в могили, щоб захистити померлих. Існував міф про те, що Венера (грецькою відома як Афродіта) народилася на узбережжі Кіпру.
Починаючи з 12 століття до нашої ери, поклоніння цій богині стає особливо виразним. Здається, що до приходу ахейців Палепафос вже був багатим містом з ошатним вівтарем, присвяченим богині. Традиція свідчить, що пафосський цар Кінірас був дуже багатим жерцем Венери. Інша легенда розповідає, що Агапінор, цар Тегеї та Аркадії, прибув до Пафосу після Троянської війни і заснував місто та святий вівтар Венери. Греки, начебто вражені величчю богині Пафосу, побудували присвячений їй великий вівтар, частини якого збереглися досі.
Критий храм ніколи не був побудований для богині на Палепафосі, але замість цього, за словами Гомера, вівтар стояв просто неба, оточений стінами і оснащений яскравими дверима. Їй поклонялися не як статуї, а у формі конічного каменю. Стародавні повідомляють про це як про щось дивне, «білу піраміду, матеріал якої невідомий». Цей символічний камінь існував у Пафосі з давніх часів, і, оскільки обожнювання стоячих каменів є особливістю східних релігій, сусідня Петра ту Роміу (скеля Афродіти) може бути причиною створення міфу про те, що вона народилася тут.

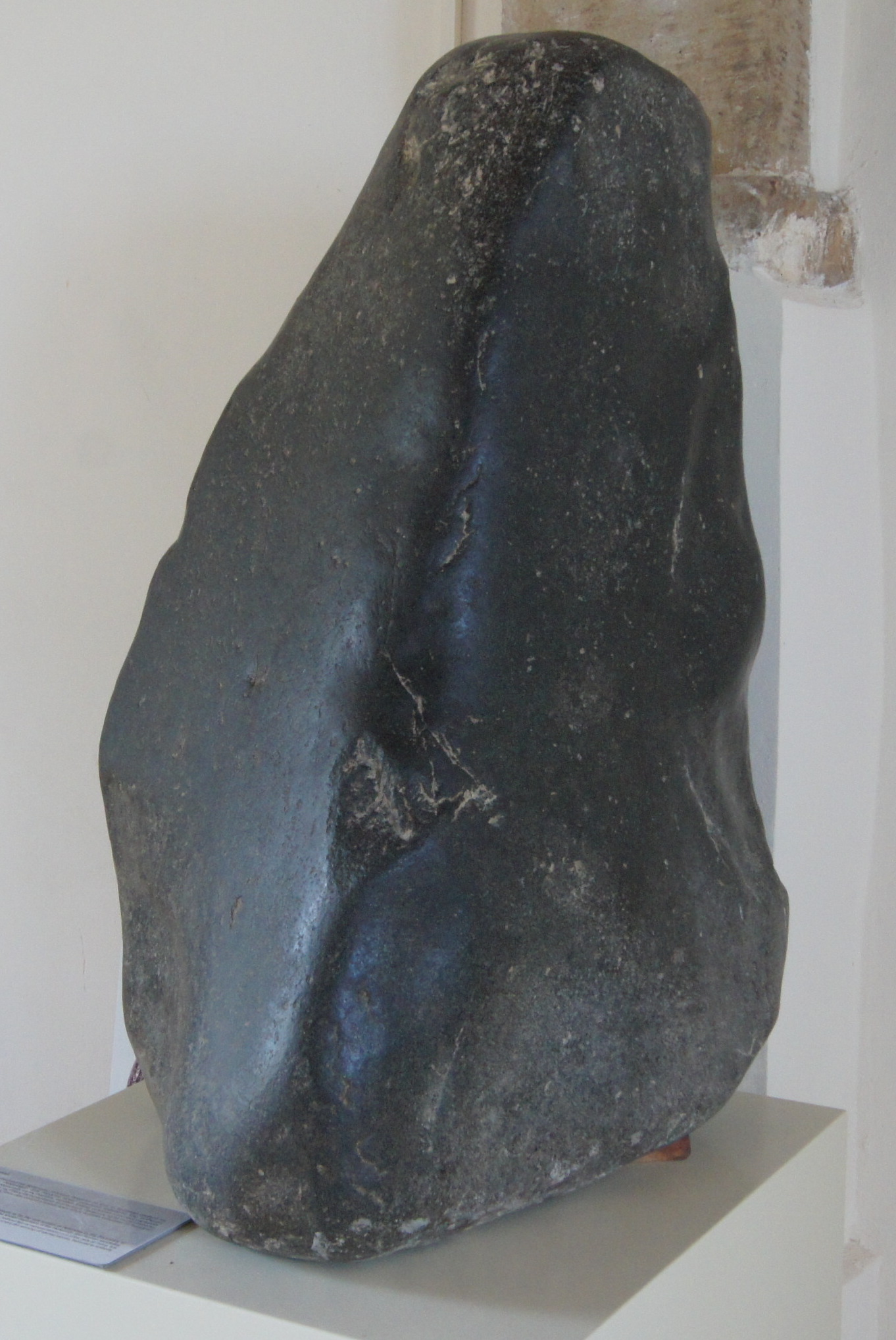
Камінь, що зображує Афродіту, знайдений у Куклії

Цей конічний камінь був знайдений біля святого вівтаря і зараз експонується в музеї Куклія. Однак камінь чорний, тоді як стародавні описували його як білий, хоча він, можливо, потьмянів протягом століть. Камінь залишався у святому вівтарі до приходу римлян, які помістили його всередині тристоронньої відкритої будівлі. Вівтар був добре відомий ще за часів Гомера як місце для окурювання. Кажуть, що вівтар був настільки дивовижним, що під час дощу камінь не мокнув.
Були також вотивні стовпи із символами рогів бика та колони у вигляді дерева життя. На цьому місці також існували різні споруди для потреб святого вівтаря та житла для жерця богині та його оточення. Ймовірно, існував також священний сад, від якого назване сусіднє село Єроскіпу. Ймовірно через дерева, кущі і птахи, такі як голуби, яких любила богиня. На старовинних судинах зображені люди серед кущів, квітів і птахів. Поклоніння богині очолював жрець, який керував церемоніями. Деякі джерела стверджують, що першим жерцем був Кініра. Його нащадки продовжували служити священниками й були поховані в околицях святого вівтаря. Відомо також, що пізніші царі Пафосу були одночасно священниками. Тацит однак розповідає у своїх «Історіях», що це місце заснував цар Еріас.
З практик східних релігій вшанування Астарти, можливо, мали місце «святі шлюби», коли священник одружувався з жінкою, щоб забезпечити безперервну родючість землі та людей. Уявлення про те, як виглядала богиня, можна отримати зі знайдених археологічних реліквій, які зображають багато прикрашену жінку. Поклоніння Венері було особливо інтенсивним у стародавній період, коли релігійні церемонії зображували на таких артефактах, як вази або бронзові посудини. Підношення Венері стародавні письменники описують як тютюн або бальзам із Міри на території сучасної Туреччини. Віруючі також приносили пироги з борошна й олії та мед. Богиня вподобала гілки дерев, тому віддані приносили квіти мирта, троянди, оскільки вони походять із крові Адоніса та сліз Венери.
Існує суперечлива інформація щодо того, чи відбувалися на цьому місці жертвоприношення тварин, деякі джерела стверджують, що вівтар богині не був змочений кров'ю і що свиней ніколи не приносили в жертву, оскільки Венера ненавиділа тварин після вбивства Адоніса диким кабаном. Інші наполягають, що свиней приносили в жертву.
Записи свідчать, що святий вівтар Венери був багатий і що римляни вивезли багато його скарбів до Риму.
Поклоніння богині втратило свою привабливість із виникненням християнства. Починаючи з 2 століття, вівтарі богині поступово були занедбані. Сильні землетруси в 4 столітті зруйнували святий вівтар, і його будівельні матеріали потім були використані для будівництва великої королівської будівлі.

### Візантійська та пізніша епохи
За Візантійської імперії (бл. 306—1453) село, ймовірно, було власністю візантійського офіцера, відомого як Кувікуларіос. Грецькою мовою слово kouvouklion означає гробниця, але також може означати гуртожиток візантійських імператорів. Охоронців візантійських імператорів, які охороняли імператорський гуртожиток, називали кувікуларіоі, і їм часто надавалася земля в нагороду за свої послуги. Один з таких кувікуларіос, ймовірно, став господарем або власником села, тому воно отримало назву Kou(vou)klia.
Село зберегло назву «Кувуклія» до приходу франкського панування в 12 столітті і було скорочено «Куклія». De Masse Latri повідомляє, що за часів панування Франків село було великим королівським маєтком, де вирощували цукрову тростину.
Під час Османської імперії Куклія була конфіскована новими завойовниками і стала маєтком.
У 1881 році населення Куклії становило 404 особи, а в 1921 році воно зросло до 520. До 1946 року ця кількість зросла до 791 (437 греків-кіпріотів і 354 турки-кіпріоти), а до 1973 року — до 1110 (613 греків-кіпріотів, 494 турки-кіпріоти). Після турецького вторгнення в 1974 році мешканці села — турки-кіпріоти під впливом своїх політичних лідерів покинули село і переїхали в окуповані регіони. У 1976 році населення Куклії становило 732 особи, яке згодом зменшилося до 681 у 1982 році та 669 у 2001 році.

## Археологія

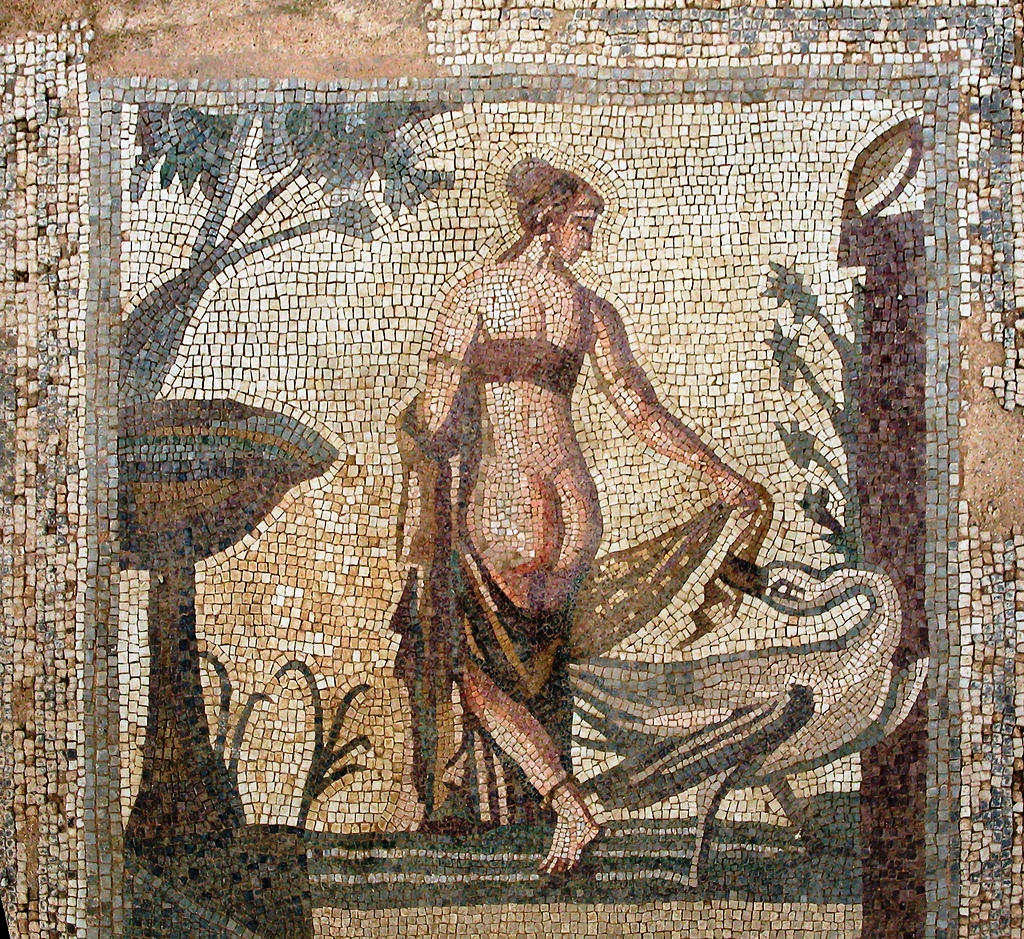
Мозаїка Леди та лебедя, центральна панель поверху вілли біля святилища Афродіти, кінець 2 — початок 3 століття н. е.

Вся територія є важливим археологічним об'єктом, який включає святилище Афродіти, навколишнє місто та залишки укріплень. Різні артефакти представлені в археологічному музеї, який розміщений у середньовічній віллі на цьому місці.
Римська вілла неподалік з видатною мозаїкою Леди та лебедя є єдиною, розкопаною на даний момент, але показує ймовірне багатство міста в пізніші часи (початок 3 століття нашої ери).

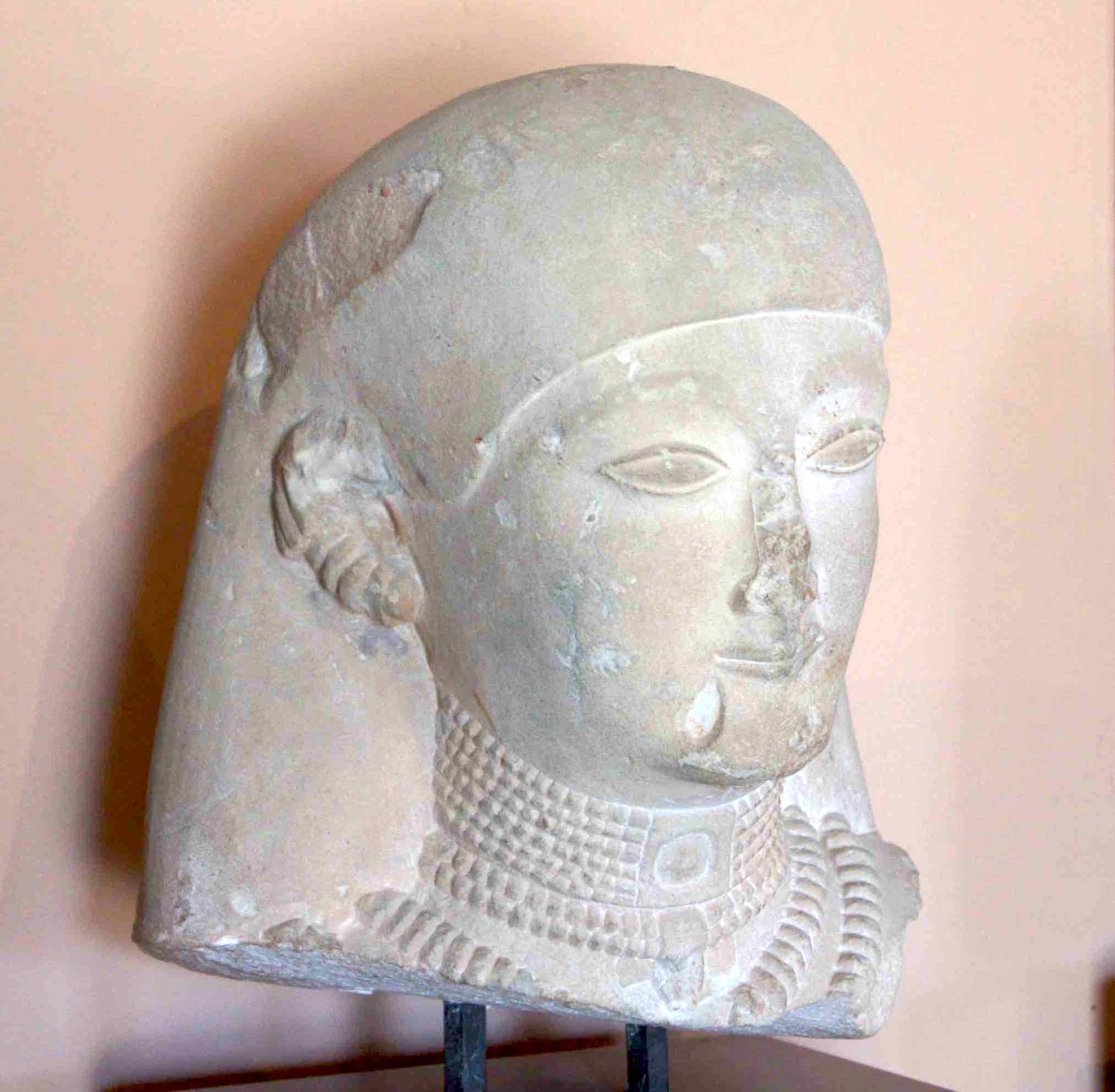
Голова жінки, архаїчний період (7–6 століття до н. е.)

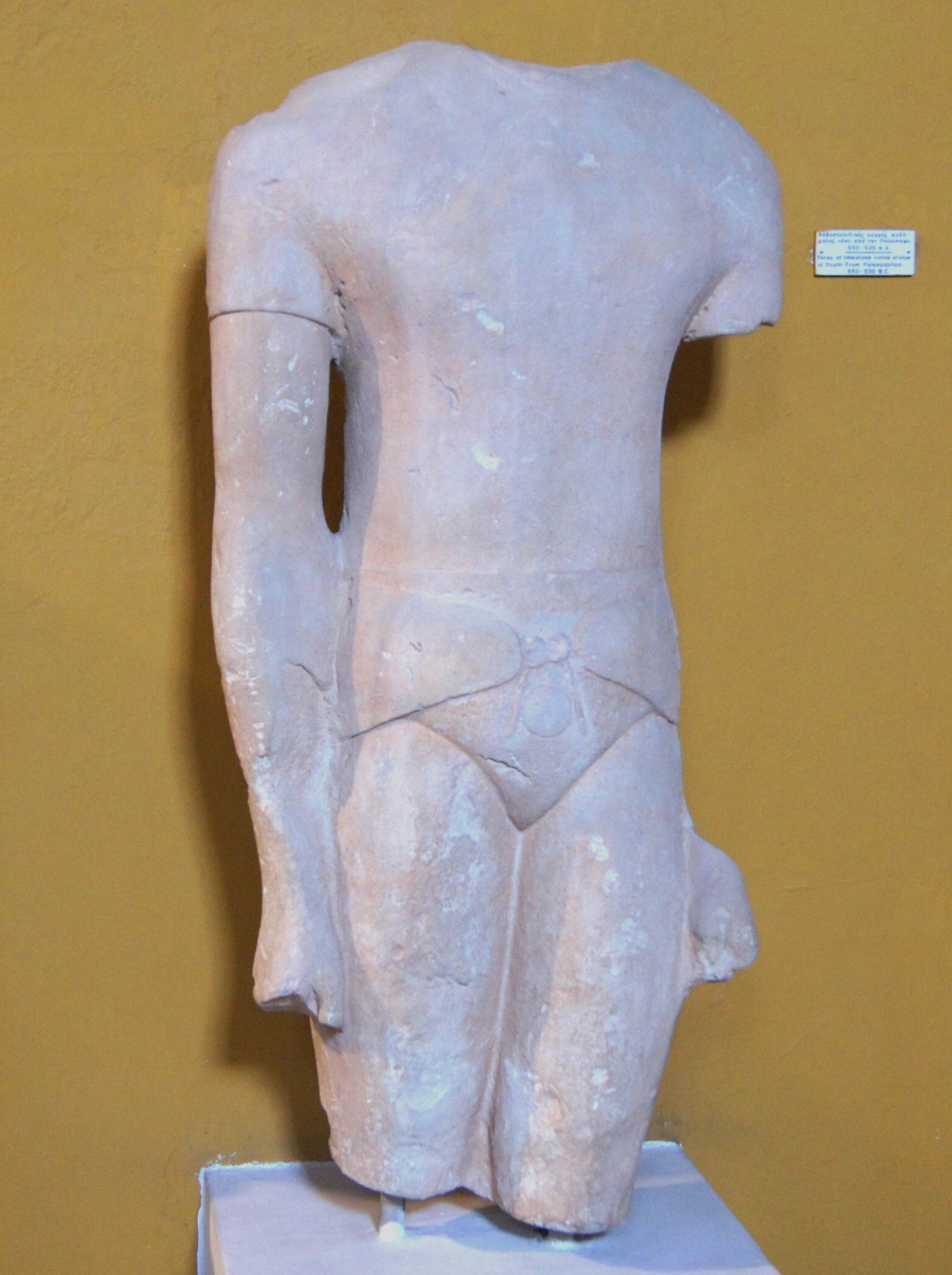
Курос, 550—500 рр. до н. е., музей Нікосії

Університет Святого Андрія з міським музеєм Ліверпуля проводив розкопки в Куклії з 1950 по 1955 рік. За стінами Марчеллоса виявлено так званий облоговий курган, який містить важкі кам'яні кулі, велику кількість зброї, наприклад, наконечники списів і стріл, а також багато архітектурних фрагментів і плит кіпрського силабічного алфавіту. Вважалося, що це курган, про який повідомляє Геродот, який був побудований персами під час облоги міста під час Іонійського повстання в 498/497 рр. до н. е. і використовувався як пандус для запуску снарядів усередину міста. Скульптурні фрагменти датуються кінцем архаїки (7–6 ст. до н. е.). Найважливішою знахідкою була статуя короля-жреця. Також знайдено дві красиві жіночі голови з єгипетськими зачісками, а також 12 статуй юнаків (курос).

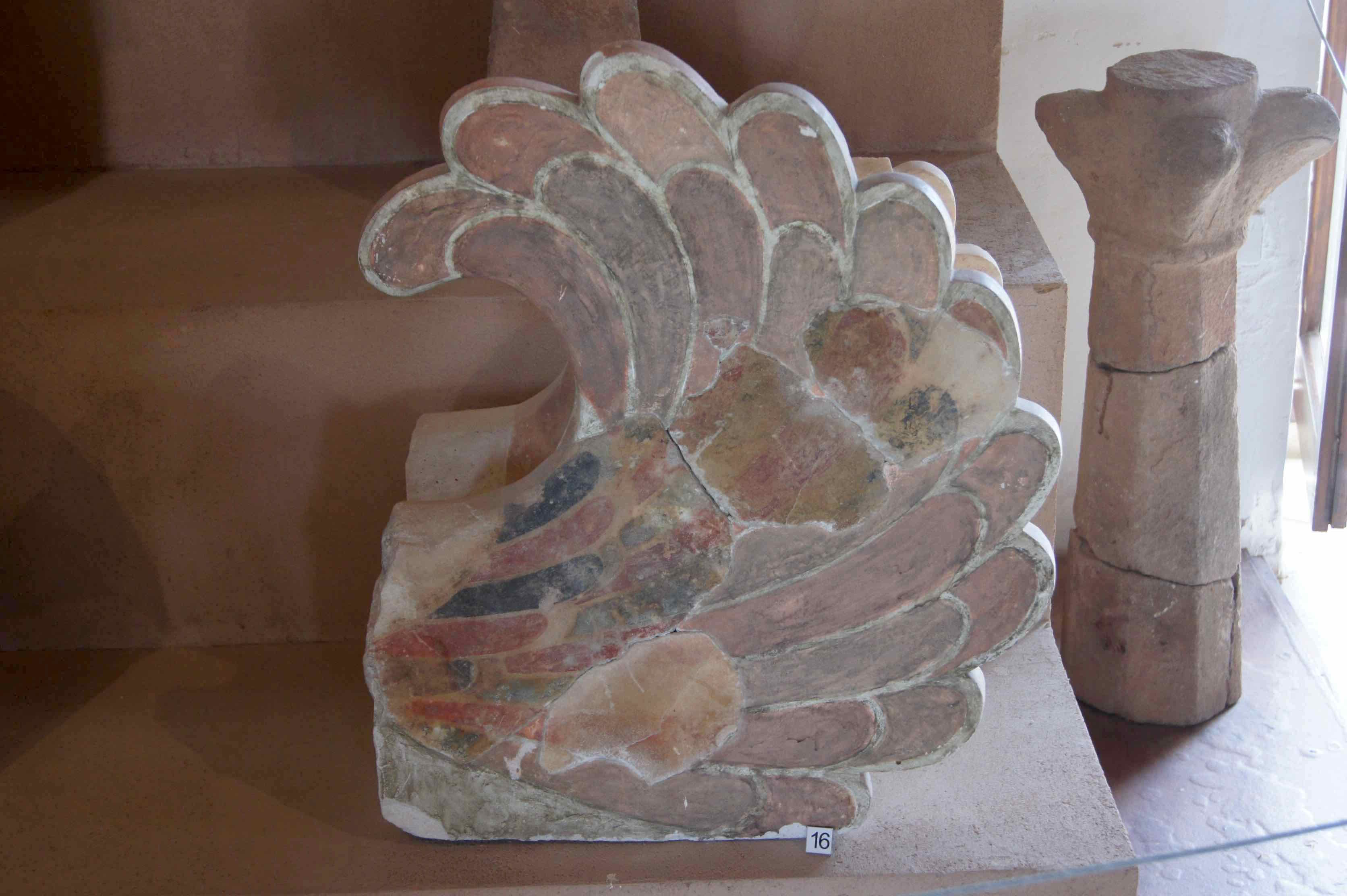
Розписний архітектурний фрагмент із зруйнованої пам'ятки, виявленої в «облоговому кургані», 7–6 ст. е.

Однак нещодавні дослідження Кіпрського університету з 2006 року використовували топографічні дані та геофізичні дослідження, щоб запропонувати альтернативне пояснення: архітектурних уламків так багато, що залишки, мабуть, є відкладенням античного акрополя з монументальними будівлями, включаючи палац і святилище, які були зруйновані на початку V ст. е.
Плато Хаджиаптуллас на 1 км на схід від святилища Афродіти визначили як місце розташування королівського палацу, а в 2016 році Університет Кіпру також відкрив великий складський і промисловий комплекс класичного періоду Кіпру.
Пагорб Лаона на північ від комплексу Хаджіабдулла був ідентифікований як монументальний курган розміром 100×60 м і заввишки понад 10 м і надзвичайно рідкісний на стародавньому Кіпрі. Датується 3 ст. е. з епохи Птолемеїв. Під час розкопок 2016 року під курганним похованням виявили давній вал, який датується 6 століттям до нашої ери наприкінці архаїчного періоду.

## Географія
Середня річна кількість опадів у Кукліі становить близько 420 мм. На родючих землях села вирощують виноград (виноробні та столові сорти), банани, різноманітні цитрусові, авокадо, абрикоси, ківі, оливки, рожа, бобові, арахіс, різноманітні овочі. Ліс Ранді на південному сході, а також частина лісу Оріті на північному сході входять до адміністративних кордонів Куклії. У громаді добре розвинене тваринництво. На головній вулиці біля в'їзду в село висаджені пальми.

## Туризм
Природне середовище регіону, місцевість Петра-ту-Роміу, археологічні знахідки в цьому районі, близькість до курорту Афродіта Хіллз і високий вид на море роблять Куклію туристичним місцем. 

## Село
У селі є початкова школа, яку відвідують учні як з Куклі, так і з сусіднього села Нікоклея. Є також відділення поліції, оздоровчий пункт, державний розплідник (теплиця). На площі села є кілька кав'ярень і таверн. На центральній площі стоїть церква апостола і євангеліста Луки. Мешканці села відомі своєю побожністю і повагою до священних і святих каплиць або руїн каплиць. Христос Мілтіадус є нинішнім мером Куклії. Більшість сільських жителів працюють у сільському господарстві, деякі — у туризмі, інші — у курортному комплексі Aphrodite Hills.